# San Nicolás Amealco
San Nicolás Amealco är en ort i Mexiko, tillhörande kommunen Almoloya de Juárez i den västra delen av delstaten Mexiko, i den centrala delen av landet. Orten hade 1 069 invånare vid folkräkningen 2010.